# Jürgen Trösch
Jürgen Trösch (* 1970 in Neunkirchen) ist ein deutscher Künstler, der nicht nur malt, sondern vor allem auch Skulpturen aus Metall, Marmor, Granit, Beton und Glas herstellt und auch Wasserwände installiert. Dabei helfen ihm seine konstruktiven Erfahrungen, die er zunächst als Industriemechaniker gemacht hat.

## Biografie

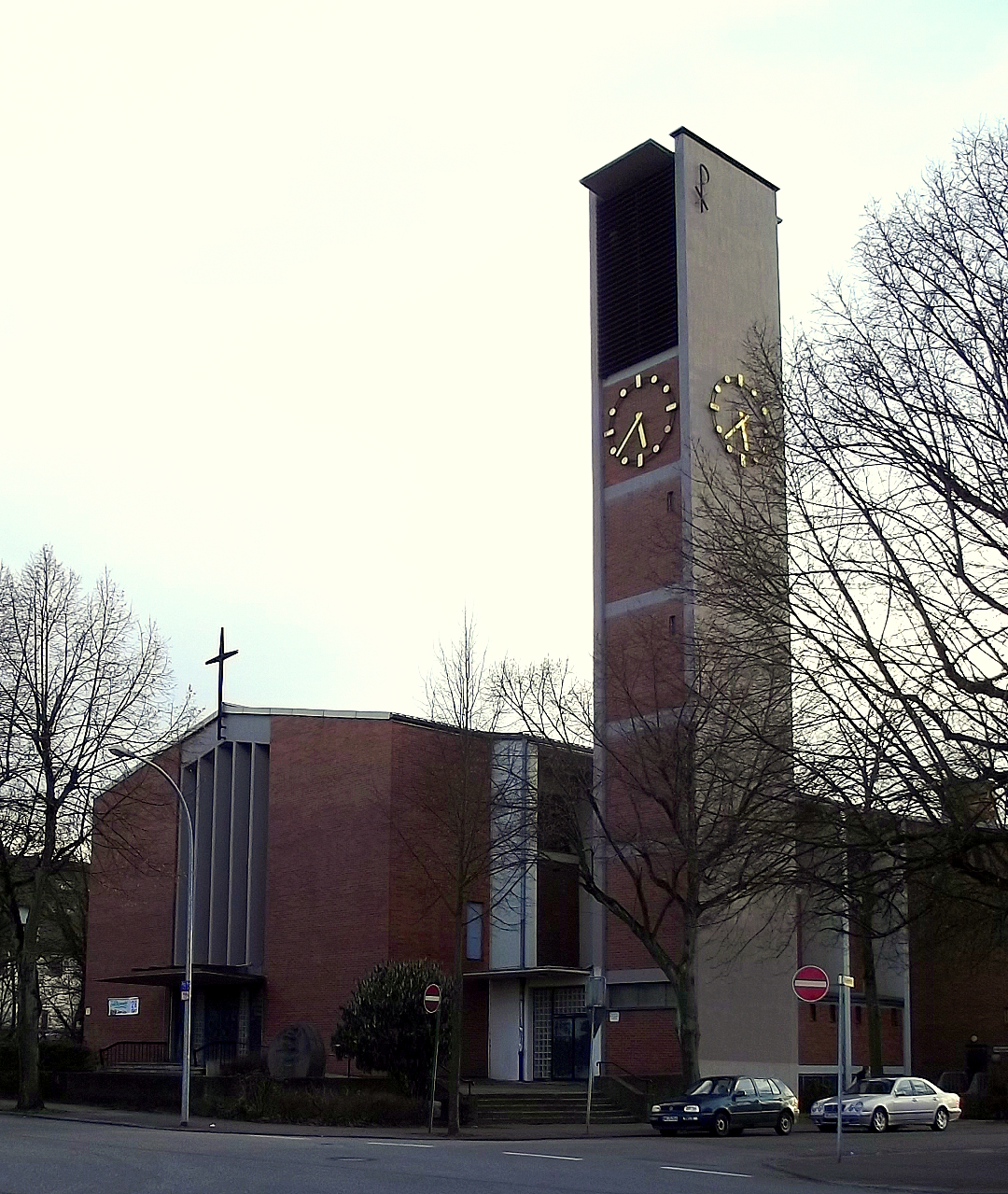
Ehemalige Herz-Jesu-Kirche (2015), jetzt Arthouse-Saar

Trösch begann 1985 eine Lehre zum Industriemechaniker in Homburg. Danach arbeitete er mehrere Jahre im Bereich Konstruktion und Realisierung von Sondermaschinen. Ab 1995 stellte er erste Skulpturen aus Metall, Stein und Beton her, die er 1997 erstmals öffentlich präsentierte. Seither nahm Trösch an zahlreichen Ausstellungen im In- und Ausland teil, und einige seiner Skulpturen wurden im öffentlichen Bereich aufgestellt.
Seit 2001 ist Trösch freischaffend tätig im Bereich Kunst, Design und Sonderanfertigungen. 2016 erwarb er die ehemalige Herz-Jesu-Kirche in Neunkirchen, die er in Arthouse-Saar umbenannte und in einen Ausstellungsraum mit Atelier verwandelte. Dort finden auch Ausstellungen anderer Künstler statt. Von Januar bis März 2022 stellen dort beispielsweise die Textilkünstlerin Margarete Palz und der Fotokünstler Gerhard Heisler zahlreiche Werke aus. Bei der Vernissage hielt Norbert Palz, Präsident der Universität der Künste Berlin und Sohn der Künstlerin, die Laudatio.

## Ausstellungen (Auswahl)
- 2002: Designer Center und Kunstverein Zweibrücken, Landes-Gartenausstellung Kaiserslautern, Messe MEDICA Düsseldorf, Messe Cebit Hannover
- 2003: Linslerhof Überherrn, Messe Köln, Steinbruch Picard Kaiserslautern
- 2004: BMW Kaiserslautern, Linslerhof, Überherrn, Kunstverein Zweibrücken
- 2005: Messe Luxemburg, Kontor Stuttgart, Linslerhof, Überherrn
- 2006: LUXEXPO Luxemburg, Kloster Hornbach, Christuskirche Homburg-Schwarzenacker
- 2007: Messe Luxemburg, CARRE Immo Luxemburg
- 2008: Messe Luxemburg, Kunstverein Zweibrücken
- 2009: Art international Zürich, Galerie Saalbau, Homburg
- 2010: Internationale Kunstmesse Sindelfingen, Galerie SEILLON Saint Tropez
- 2011: Internationale Kunstmesse Sindelfingen, Galerie SYRLON Stuttgart
- 2012: Strand von Saint Tropez, Galerie Saalbau, Homburg, Galerie Schöne Andernach
- 2013: Artmosphäre Homburg
- 2014: Artmosphäre Homburg, Kunstverein Syrlin Durlach, Galerie Prisma Zweibrücken
- seit 2016 vor allem in Arthouse-Saar, Neunkirchen